# Казе Пођо (Фиренца)
Казе Пођо је насеље у Италији у округу Фиренца, региону Тоскана.
Према процени из 2011. у насељу је живело 37 становника. Насеље се налази на надморској висини од 549 м.